# しらさぎ賞
しらさぎ賞（しらさぎしょう）は、埼玉県浦和競馬組合が浦和競馬場で施行する地方競馬（南関東公営競馬）の重賞競走である。格付けはSIII。
副賞は、さいたま市長賞、埼玉県浦和競馬組合管理者賞、全国公営競馬主催者協議会会長賞、報知杯、また生産牧場賞がある（2024年）。

## 概要
競走名は、当時サギの営巣地となっていた鷺山（現：さぎ山記念公園。さいたま市緑区上野田）に由来する。
1962年に南関東所属のサラブレッド系3歳馬によるダート2000mの重賞競走開設記念として創設。1965年（第4回）から現在の名称に変更、1978年（第17回）から1900メートルに短縮された。1996年（第35回）は10月に実施された。1998年（第36回）からは施行時期を年度末に移行、距離も1600メートルに変更され春のクラシック路線に向けてのステップレース的な位置づけの競走となった。2007年（第45回）から更に大幅に競走条件が変更され、牝馬限定の別定短距離重賞となった。
1968年（第7回）は12頭立てで番組が発表されていたが、直前に起きた浦和騒擾事件の影響を受け当日全競走が取り止め。1975年（第14回）は馬流行性感冒（馬インフルエンザ）のため開催が中止された。
2011年は東日本大震災復興支援競走として施行された。
2015年より南関東限定戦から地方全国交流競走に、競走条件も「3歳以上牝馬」から「4歳以上牝馬」にそれぞれ変更される。

### 条件・賞金等（2025年）
出走条件
サラブレッド系4歳以上牝馬、地方全国交流。
- トライアルの'25ネモフィラ賞の1-2着馬及び'25ティアラカップの1-2着馬に優先出走権がある。

負担重量
別定
- 基本重量は南関東所属馬は、A1級格付け馬56kg、A2級格付け馬54kg、B1級以下格付け馬52kg、他地区所属馬は南関東格付け基準表によって決定。
- 上記基本重量に、指定期間（2023年4月23日から2025年4月11日）の指定交流競走優勝馬は2kg、地方競馬重賞優勝馬は1kgの負担増となる（クラス分けに関しては日本の競馬の競走体系を参照）（2歳・3歳限定競走の成績は対象外）。

賞金額
1着1200万円、2着420万円、3着240万円、4着120万円、5着60万円。
優先出走権付与
優勝馬にはプラチナカップとスパーキングレディーカップの優先出走権が付与される。

## 歴代優勝馬（第40回以降）
| 回数   | 施行年月日    | 優勝馬             | 性齢 | 所属 | タイム | 優勝騎手 | 管理調教師 | 馬主                                 |
| ------ | ------------- | ------------------ | ---- | ---- | ------ | -------- | ---------- | ------------------------------------ |
| 第40回 | 2002年2月6日  | モリアキ           | 牡3  | 船橋 | 1:41.3 | 佐藤正人 | 木村和男   | 盛田寛二                             |
| 第41回 | 2003年3月12日 | ウツミジョーダン   | 牡3  | 船橋 | 1:43.2 | 佐藤隆   | 齊藤敏     | 内海政行                             |
| 第42回 | 2004年2月24日 | モエレトレジャー   | 牡3  | 川崎 | 1:41.6 | 金子正彦 | 足立勝久   | 中村和夫                             |
| 第43回 | 2005年3月2日  | ナイトスクール     | 牡3  | 船橋 | 1:41.4 | 内田博幸 | 坂本昇     | ダーレー・ジャパン・レーシング（有） |
| 第44回 | 2006年3月8日  | サワライチバン     | 牡3  | 船橋 | 1:42.5 | 石崎駿   | 佐藤賢二   | 相川てる                             |
| 第45回 | 2007年4月25日 | ベルモントノーヴァ | 牝6  | 船橋 | 1:25.1 | 石崎駿   | 出川克己   | （有）ベルモントファーム             |
| 第46回 | 2008年4月29日 | アストリッド       | 牝5  | 船橋 | 1:27.7 | 戸崎圭太 | 川島正行   | 吉田勝己                             |
| 第47回 | 2009年4月29日 | デザートレジーナ   | 牝6  | 船橋 | 1:27.8 | 戸崎圭太 | 出川克己   | 吉田勝己                             |
| 第48回 | 2010年4月29日 | ジョーイロンデル   | 牝5  | 浦和 | 1:27.4 | 戸崎圭太 | 小久保智   | 上田けい子                           |
| 第49回 | 2011年4月29日 | ザッハーマイン     | 牝6  | 船橋 | 1:27.6 | 的場文男 | 出川克己   | 吉田和子                             |
| 第50回 | 2012年4月25日 | クラーベセクレタ   | 牝4  | 船橋 | 1:28.3 | 戸崎圭太 | 川島正行   | （有）サンデーレーシング             |
| 第51回 | 2013年5月1日  | ナターレ           | 牝5  | 川崎 | 1:28.7 | 的場文男 | 内田勝義   | 吉田正志                             |
| 第52回 | 2014年4月30日 | レッドクラウディア | 牝5  | 大井 | 1:27.8 | 森泰斗   | 荒山勝徳   | （株）東京ホースレーシング           |
| 第53回 | 2015年4月29日 | ノットオーソリティ | 牝4  | 船橋 | 1:28.1 | 吉原寛人 | 川島正一   | 吉田照哉                             |
| 第54回 | 2016年4月27日 | ララベル           | 牝4  | 大井 | 1:28.4 | 吉原寛人 | 荒山勝徳   | 吉田照哉                             |
| 第55回 | 2017年4月26日 | ニシノラピート     | 牝6  | 大井 | 1:27.2 | 柏木健宏 | 市村誠     | 西山茂行                             |
| 第56回 | 2018年4月25日 | ラーゴブルー       | 牝4  | 川崎 | 1:27.1 | 吉原寛人 | 内田勝義   | 吉田和美                             |
| 第57回 | 2019年5月1日  | タイセイラナキラ   | 牝6  | 大井 | 1:25.8 | 吉原寛人 | 藤田輝信   | 田中成奉                             |
| 第58回 | 2020年4月22日 | ストロングハート   | 牝5  | 川崎 | 1:27.3 | 町田直希 | 内田勝義   | （有）グランド牧場                   |
| 第59回 | 2021年5月12日 | ダノンレジーナ     | 牝5  | 浦和 | 1:27.3 | 本橋孝太 | 小久保智   | 酒井孝敏                             |
| 第60回 | 2022年4月27日 | アールロッソ       | 牝6  | 船橋 | 1:26.2 | 町田直希 | 山下貴之   | 前原敏行                             |
| 第61回 | 2023年4月26日 | スティールルージュ | 牝4  | 船橋 | 1:25.8 | 張田昂   | 張田京     | 菅野守雄                             |
| 第62回 | 2024年4月18日 | ツーシャドー       | 牝5  | 浦和 | 1:27.2 | 和田譲治 | 小澤宏次   | （有）バンブー牧場                   |
| 第63回 | 2025年4月23日 | フェブランシェ     | 牝5  | 大井 | 1:24.9 | 吉原寛人 | 藤田輝信   | （有）キャロットファーム             |

出典：南関東4競馬場公式「しらさぎ賞競走優勝馬」https://www.nankankeiba.com/win_uma/51.do

## 他地区所属馬の成績
| 回次             | 馬名               | 所属   | 着順 |
| ---------------- | ------------------ | ------ | ---- |
| 第53回（2015年） | タッチデュール     | 笠松   | 5着  |
| 第53回（2015年） | クロスオーバー     | 高知   | 11着 |
| 第54回（2016年） | トーコーニーケ     | 園田   | 9着  |
| 第54回（2016年） | トーコーヴィーナス | 園田   | 11着 |
| 第55回（2017年） | キタノアドラーブル | 笠松   | 10着 |
| 第55回（2017年） | ディアマルコ       | 高知   | 12着 |
| 第56回（2018年） | タッチスプリント   | 高知   | 11着 |
| 第57回（2019年） | エグジビッツ       | 金沢   | 8着  |
| 第57回（2019年） | タイムビヨンド     | 北海道 | 12着 |
| 第58回（2020年） | ナラ               | 笠松   | 12着 |
| 第60回（2022年） | シーアフェアリー   | 名古屋 | 4着  |
| 第60回（2022年） | ナラ               | 笠松   | 11着 |
| 第61回（2023年） | ミスティネイル     | 笠松   | 11着 |
| 第62回（2024年） | プリーチトヤーン   | 高知   | 8着  |
| 第63回（2025年） | ダノンミカエル     | 高知   | 9着  |